# Kabinetsformatie Nederland 1977

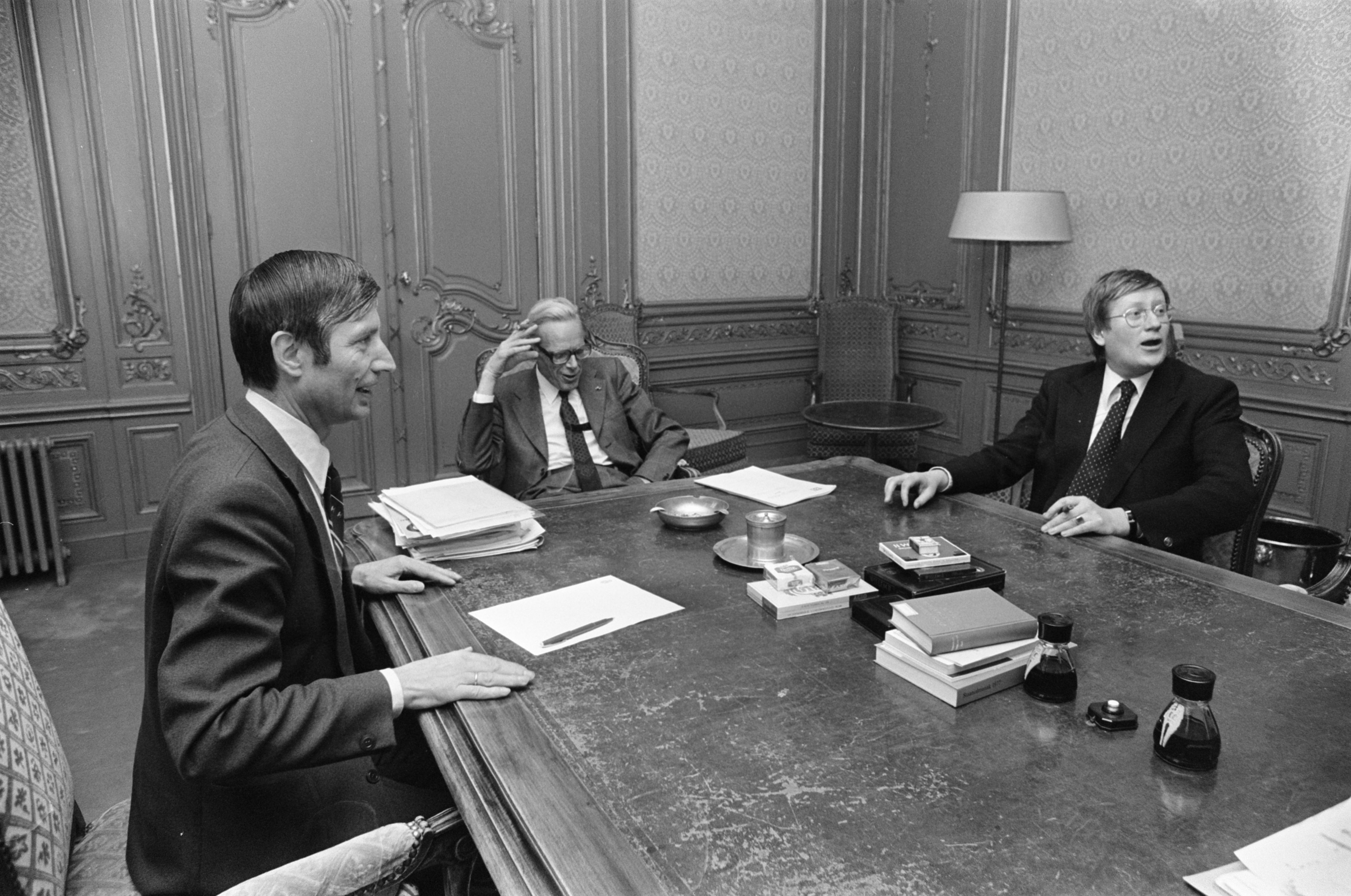
Van Agt (l) en Wiegel (r) in gesprek over de verdeling van ministersposten onder leiding van informateur Van der Grinten op 2 december 1977.

Een kabinetsformatie vond in Nederland plaats na de Tweede Kamerverkiezingen van 25 mei 1977. Deze formatie leidded op 19 december 1977 tot de vorming van het kabinet-Van Agt I. De coalitie bestond uit het Christen-Democratisch Appèl (CDA) en de Volkspartij voor Vrijheid en Democratie (VVD).
Bij de verkiezingen was de Partij van de Arbeid (PvdA) de grootste partij geworden. In de eerste vijf maanden onderhandelde PvdA-leider en formateur Joop den Uyl over een coalitie tussen de PvdA, CDA en Democraten 66 (D'66). Deze onderhandelingen liepen vier keer vast, waarna informateurs werden ingezet om de onderhandelingen te lijmen. Na de vierde mislukking bleek de breuk onherstelbaar. Binnen een maand wist het CDA vervolgens een regeerakkoord te sluiten met de VVD. Zes leden van de CDA-fractie, de zogenaamde loyalisten, stemden tegen het akkoord, maar steunden het kabinet toch, waardoor het een meerderheid behield.
De formatie duurde 208 dagen en was destijds de langste kabinetsformatie in de Nederlandse geschiedenis. Vanwege de lange duur en de onverwachte uitkomst staat deze formatie bekend als de "moeder van alle formaties".

## Achtergrond

### Kabinet-Den Uyl
Voorafgaand aan de Tweede Kamerverkiezingen en de formatie was het kabinet-Den Uyl aan de macht. Dit kabinet stond onder leiding van premier Joop den Uyl en bestond uit een coalitie van de PvdA, D'66 en de Politieke Partij Radikalen (PPR). Deze partijen hadden als onderdeel van de progressieve samenwerking voor de Tweede Kamerverkiezingen van 1972 een gezamenlijk regeerprogramma opgesteld genaamd Keerpunt 1972. Tijdens de kabinetsformatie van 1972-'73 slaagden ze er in om de confessionele partijen, de Christelijk-Historische Unie (CHU), de Anti Revolutionaire Partij (ARP) en de Katholieke Volkspartij (KVP) uit elkaar te spelen. Die laatste twee leverden ministers en gedoogden het extraparlementaire kabinet.
In deze periode waren KVP, ARP en CHU bezig met een fusie tot het het Christen-Democratisch Appèl (CDA). Hoewel de formele fusie pas in 1980 plaatsvond, wilden de partijen al één gezamenlijke kandidatenlijst presenteren. De beoogde lijsttrekker was vicepremier en minister van Justitie Dries van Agt, afkomstig uit de KVP. Hij werd binnen de partijen gewaardeerd om zijn principiële houding in het abortusdebat en zijn vermogen om de PvdA regelmatig te provoceren.
De verhoudingen binnen het kabinet-Den Uyl waren slecht en het kabinet werd vaak omschreven als een "vechtkabinet". Het kabinet viel uiteindelijk vlak voor de verkiezingen. Het dieptepunt was een persoonlijke aanval van PvdA-Kamerlid Aad Kosto op Van Agt tijdens het debat op 23 februari 1977 over de zaak-Menten. Kosto noemde Van Agt een incapabele minister die ongeschikt was als politiek leider. Een maand later viel het kabinet na de kabinetscrisis over de grondpolitiek, een van de vier grote maatschappijhervormingen uit Keerpunt '72.

### Zetelverdeling

De zetelverdeling van de nieuw gekozen Tweede Kamer gedurende de kabinetsformatie. Zie de lijst van Tweede Kamerleden 1977-1981 voor de precieze invulling.
CPN (2)
PvdA (53)
PSP (1)
DS'70 (1)
PPR (3)
D'66 (8)
VVD (28)
CDA (49)
GPV (1)
BP (1)
SGP (3)

De PvdA won bij de Tweede Kamerverkiezingen van 1977 tien zetels en kwam daarmee op 53 zetels. Dit was het beste resultaat van een partij tot dat moment. Het CDA behaalde 49 zetels, wat er één meer was dan diens voorlopers gezamenlijk in 1972. De fractie bestond na de verkiezingen uit 26 KVP'ers, 12 ARP'ers en 11 CHU'ers. De VVD won zes zetels en kwam uit op 28 zetels. D'66 steeg van zes naar acht zetels. De resterende partijen zakten in totaal van 31 naar 12 zetels en speelden geen belangrijke rol in de formatie. Op basis van deze uitslag hadden PvdA en CDA al een meerderheid van 102 zetels. Met D'66 erbij zou dit 110 zetels zijn. Aan de andere kant had de combinatie van CDA en VVD een krappe meerderheid van 77 zetels.

### Gijzelingen
De verkiezingscampagne en de formatie werden onderbroken door gijzelingen door Zuid-Molukse jongeren. Twee dagen voor de verkiezingen kaapten zij een trein bij De Punt en gijzelden een lagere school in Bovensmilde. Door deze acties kwam de campagne grotendeels stil te liggen. De gijzelingen duurden nog tot 11 juni 1977 voort, dus tijdens de formatie. Dit zorgde ervoor dat de PvdA haar verkiezingswinst niet kon vieren en dat de formatie pas later op gang kwam. Vooral Van Agt was als minister van Justitie druk met de gijzelingen en het Kamerdebat dat daarop volgde.

## Formateur Den Uyl (1)

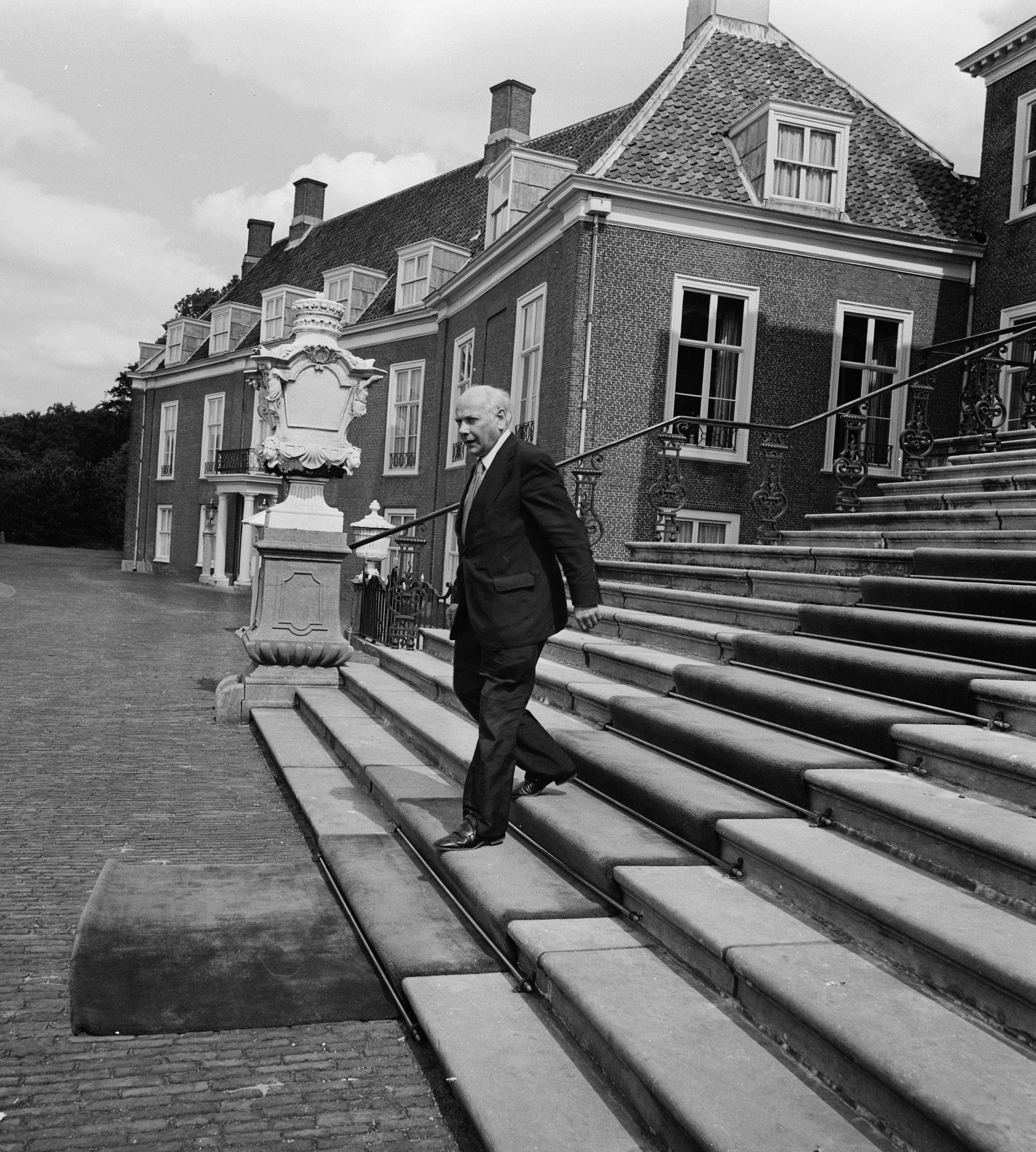
Den Uyl verlaat Paleis Huis ten Bosch waar hij gesproken heeft met koningin Juliana (31 mei 1977).

Na gesprekken met haar vaste adviseurs en de fractievoorzitters wees koningin Juliana Den Uyl aan als formateur. De PvdA-fractie had dit geadviseerd, hoewel sommige leden voorzichtigheid adviseerden. Van Agt had eveneens aangeraden Den Uyl aan te wijzen als formateur, omdat een informatieronde eerder tot verstarring zou leiden bij de CDA-fractie. Wiegel sprak zijn twijfels uit over de stabiliteit van een kabinet van PvdA en CDA, gezien de val van het vorige kabinet. Hij wees op het feit dat ook CDA en VVD samen een meerderheid hadden. Juliana gaf Den Uyl als uiteindelijke opdracht "een kabinet te vormen dat geacht mag worden het vertrouwen van het parlement te genieten". Den Uyl deelde mee dat hij streefde naar een meerderheidskabinet van PvdA, CDA en D'66, met een progressief karakter. Een groot deel van de CDA-fractie reageerde afwijzend op de interpretatie dat het een "progressief karakter" moest hebben.

### Onderhandelingsstrategieën

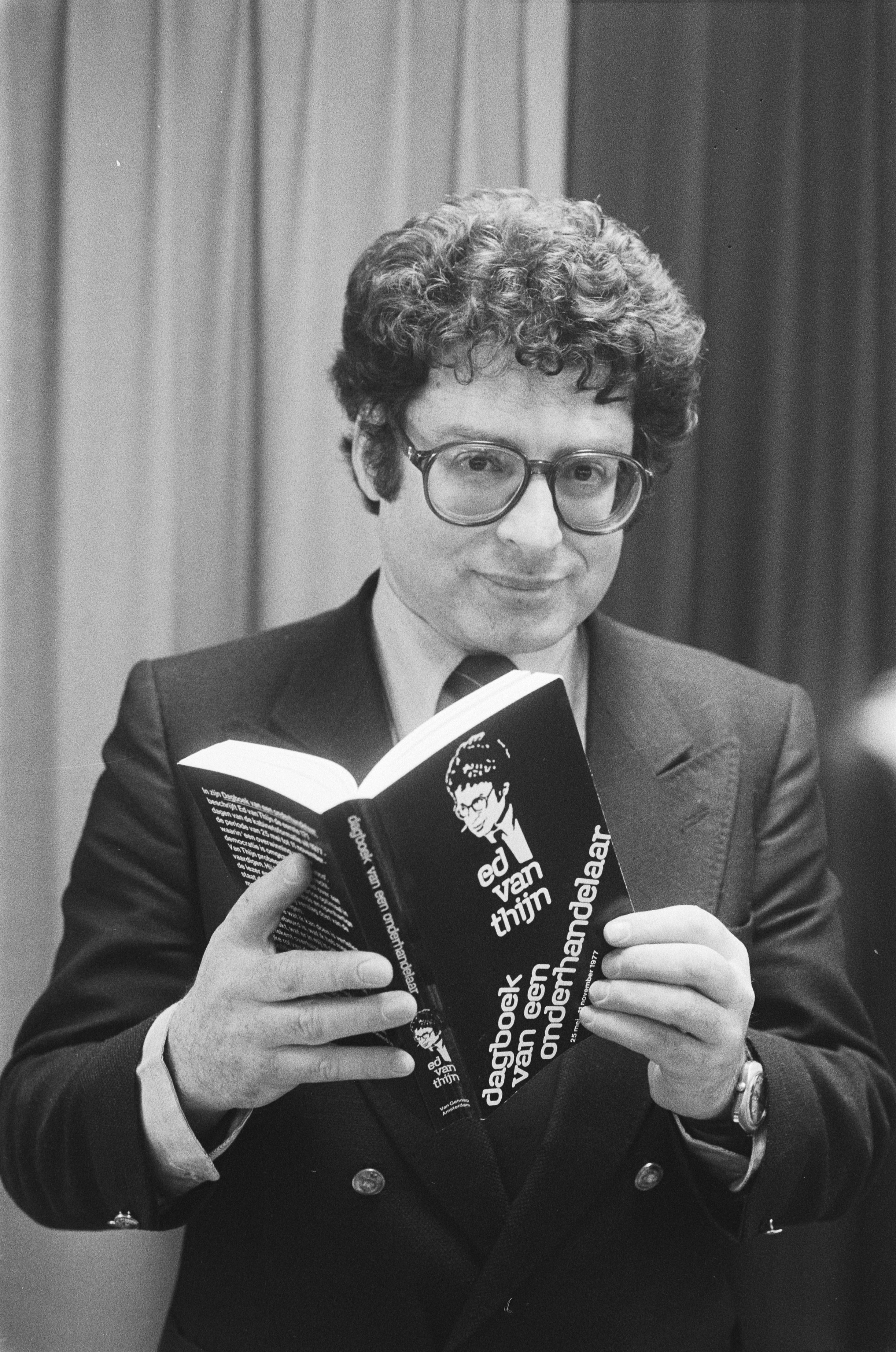
Van Thijn op 16 februari 1978 met zijn Dagboek van een onderhandelaar over zijn ervaringen tijdens de formatie.

Voor de PvdA was kabinetsdeelname niet het belangrijkste en mocht kabinetsdeelname alleen plaatsvinden als zij het overwicht hadden. Deze strategie was opgeschreven in de notitie 'Wat te doen met tien zetels winst?' door Ed van Thijn, die Den Uyl verving als PvdA-onderhandelaar. Hoofddoel was het voortzetten van het electorale succes bij de Provinciale Statenverkiezingen 1978. Een "zekere spanningsrelatie" met het CDA zou daar goed voor zijn, de zogenaamde "polarisatiestrategie" die de partij sinds 1966 hanteerde. Inhoudelijk moesten de hervormingsvoorstellen van het vorige kabinet bereikt worden, vastgehouden worden aan de norm van één procent groei per jaar van de collectieve sector en moest gegarandeerd worden dat een initiatiefontwerp over abortus bekrachtigd zou worden met een contraseign. Het partijbestuur en -congres hadden — tegen de zin van de fractie en Den Uyl — de meerderheidsstrategie opgelegd. Dit bepaalde dat PvdA evenveel ministers moest hebben als CDA en D'66 bij elkaar, om te voorkomen dat PvdA in de ministerraad weggestemd kon worden. PvdA moest ook Justitie claimen om Van Agt buiten het kabinet te houden en nog een post naast Financiën in de sociaaleconomische driehoek krijgen. Van Thijns notitie lekte uit en stond op 9 juni in de Volkskrant, wat het wantrouwen bij CDA voedde.
Voor het CDA lag de prioriteit eveneens niet bij het slagen van een kabinet, maar bij de vorming van eenheid binnen het CDA. Binnen de fractie was er verdeeldheid over het regeren met de PvdA. ARP'ers onder leiding van Wim Aantjes waren voorstander, terwijl KVP'ers zoals Frans Andriessen en met name CHU'ers de confrontatie wilden aangaan. Uitgangspunt voor deelname aan een kabinet met PvdA was in ieder geval gelijkwaardigheid. Zo wilde het CDA evenveel ministersposten als PvdA. D'66 hoefde van hen sowieso niet in de coalitie — de partij was immers niet nodig voor meerderheid — dus vonden ze dat PvdA zelf voor D'66 ministersposten moest opgeven. Nog een plek voor PvdA in sociaaleconomische driehoek was onbespreekbaar, omdat Den Uyl als minister-president zich daar al voortdurend mee bemoeide. Als Van Agt niet in de Kamer wilde blijven, moest hij terug kunnen keren op Justitie. Het CDA wilde het liefst eerst abortus bespreken, en de hervormingsvoorstellen bespreken in een breder sociaaleconomisch kader.

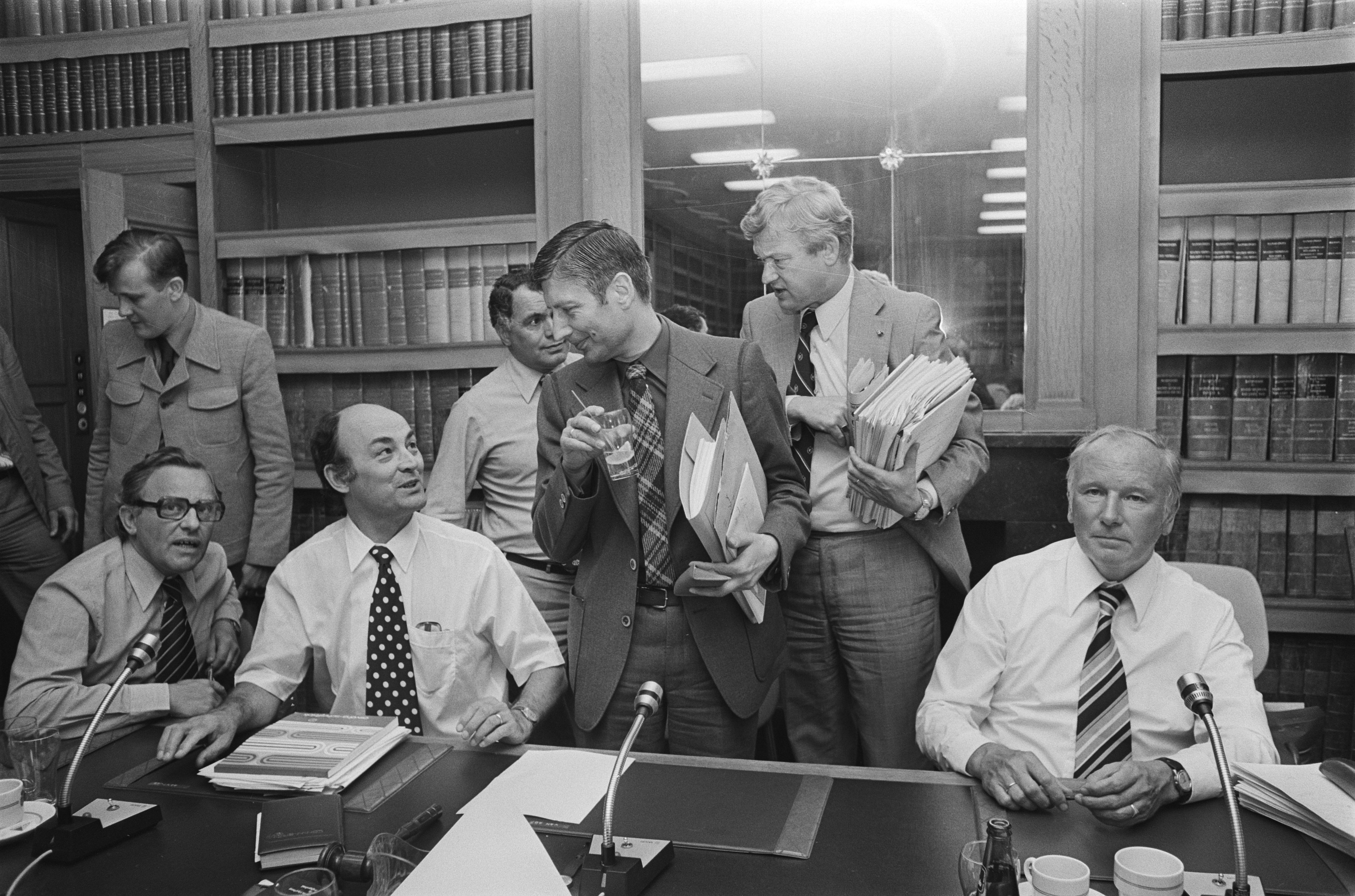
CDA-fractievergadering op 12 juli 1977 in verband met de kabinetsformatie.
Staand (v.l.n.r.): fractiemedewerker Joop van Rijswijk, fractiebestuursleden Peijnenburg, Van Agt en Andriessen.
Zittend (v.l.n.r.): fractiesecretaris Kleisterlee en fractiebestuursleden Aantjes en Kruisinga.

De verdeeldheid was niet alleen inhoudelijk, maar kwam ook voort uit persoonlijk ambities. Hoewel Van Agt bij de eerste fractievergadering gemakkelijk verkozen werd tot fractievoorzitter, legde het verkiezen van de vicefractievoorzitter de verdeeldheid bloot. Andriessen werd aanvankelijk verkozen boven Aantjes, die daarop woedend reageerde. De notulen van deze vergadering lekte vervolgens uit, waarna Van Agt Andriessen overhaalde om zich terug te trekken om de eenheid te bewaren. Ditmaal werd er geen verkiezing uitgeschreven, waarmee het vicevoorzitterschap toeviel aan de nummer twee op de lijst; Aantjes. CHU-voorman Roelof Kruisinga was verder vooral uit op een ministerspost, en nam daarover contact op met PvdA'ers. Ook Aantjes had veel contact met de PvdA. Andriessen had daarentegen van de drie het meeste contact met Van Agt. CDA-beleidsmedewerker Joop van Rijswijk noteerde over de interne samenwerking: "In feite kent onze fractie een vierhoofdig leiderschap. Maar dit leiderscollectief put [...] uit in het elkaar beloeren en wantrouwen en in het samen voor de voeten lopen van de fractievoorzitter".

### Onderhandelingen

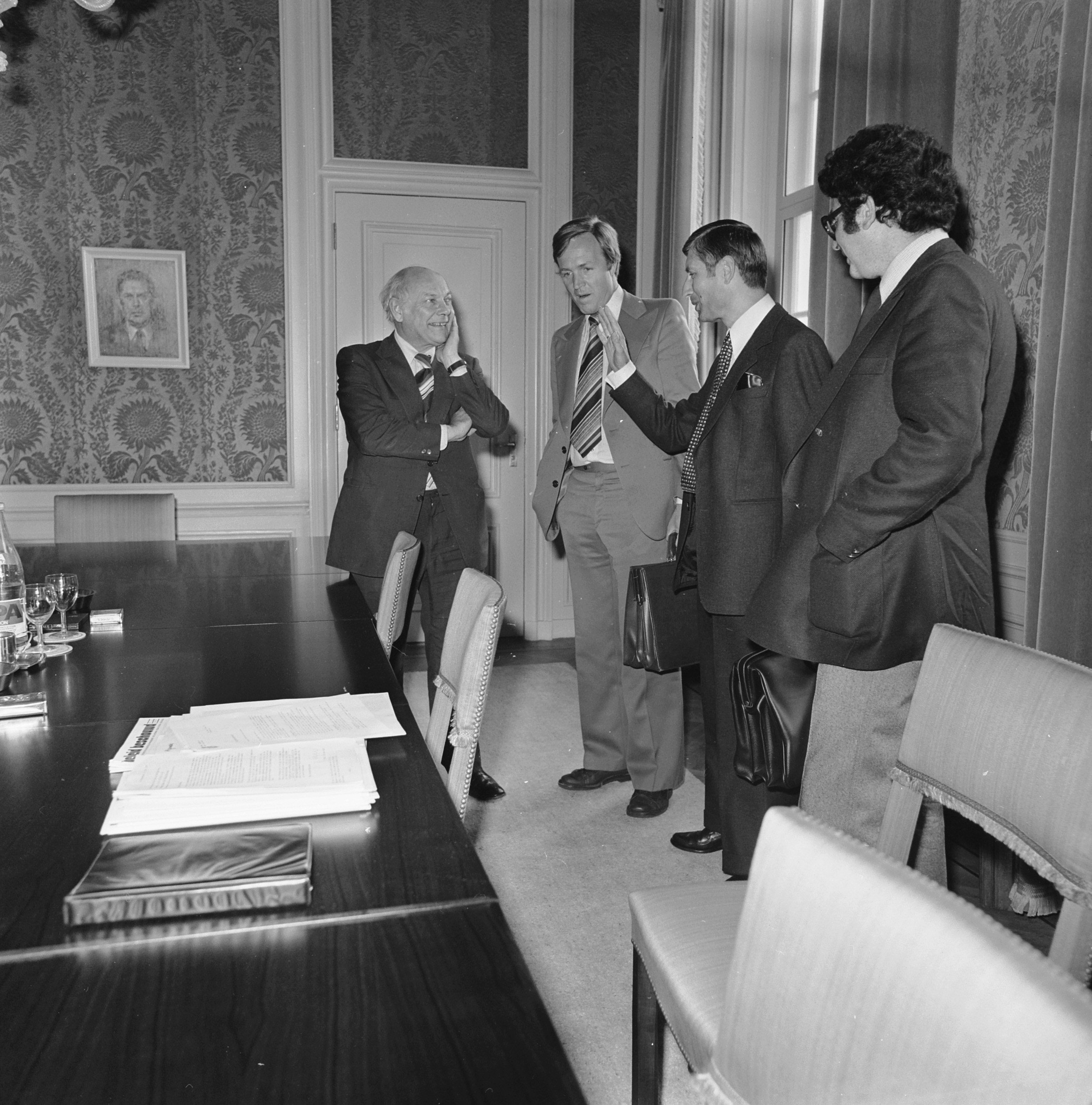
Den Uyl ontvangt Terlouw, Van Agt, Van Thijn op 27 juni 1977, de eerste dag van de inhoudelijke onderhandelingen.

In de eerste twee weken wisten de partijen tot overeenstemming te komen op drie van de vier hervormingsvoorstellen. Vanwege de gijzelingen en de afwikkeling daarvan begonnen pas op 27 juni de inhoudelijke onderhandelingen. Over de volgorde van te bespreken onderwerpen was in de weken daarvoor al discussie. Men begon uiteindelijk met de grondpolitiek, omdat het vorige kabinet daarover gevallen was. Het lukte de onderhandelaars dit slepende onderwerp binnen één avond zo goed als te regelen, met de overeenstemming op belangrijkste punten geregeld op 5 juli. Die dag bereikten ze ook overeenstemming over de vermogenswinstbelasting en op 8 juli over de ondernemingsraden, twee van de andere hervormingsvoorstellen. Bij alle drie wist Van Agt belangrijke punten binnen te halen, tot onvrede van de linkerflank van PvdA.
Voor PvdA was de druk vervolgens groter om te scoren bij de laatste van de vier hervormingsvoorstellen; de vermogensaanwasdeling (VAD). Op verzoek van het CDA werd dit gecombineerd met de discussie over het door Den Uyl opgestelde 'Memorandum betreffende het te voeren financiële, sociale en economische beleid' (ook wel Memo II). Daarin werden vier miljard aan bezuinigingen en loonmatiging voorgesteld, maar ook aantrekkelijke maatregelen voor de vakbeweging. Het CDA vond de bezuinigingen te weinig en geloofde niet in de voorgespiegelde loonmatiging. Werkgevers en het rechterdeel van de CDA-fractie waren ook ontevreden over de automatische prijscompensatie. Op 12 juli spraken de onderhandelaars weer over de VAD, waarbij Den Uyl de druk op D'66 en CDA opvoerde om snel akkoord te gaan. Van Agt kwam met negen wijzigingsvoorstellen op de VAD. Den Uyl nam drie van deze suggesties over, maar Van Agt bleef weigeren.
Op 15 juli gaf Den Uyl vervolgens zijn opdracht terug. Den Uyl gaf aan "bitter teleurgesteld" te zijn, maar het beeld was dat hij te vroeg gestopt was. Van Agt verklaarde dat er een oplossing moest komen voor de VAD, omdat PvdA en CDA op elkaar aangewezen waren. Tegen zijn fractie gaf hij aan bereid te zijn een aantal eisen rond de VAD te laten vallen. De top van het CDA vermoedde druk vanuit vakbond FNV, alsook een politieke manoeuvre, waarbij PvdA hoopte een betere onderhandelingspositie te hebben als een formatiepoging tussen CDA en VVD was mislukt.

## Informateur Albeda

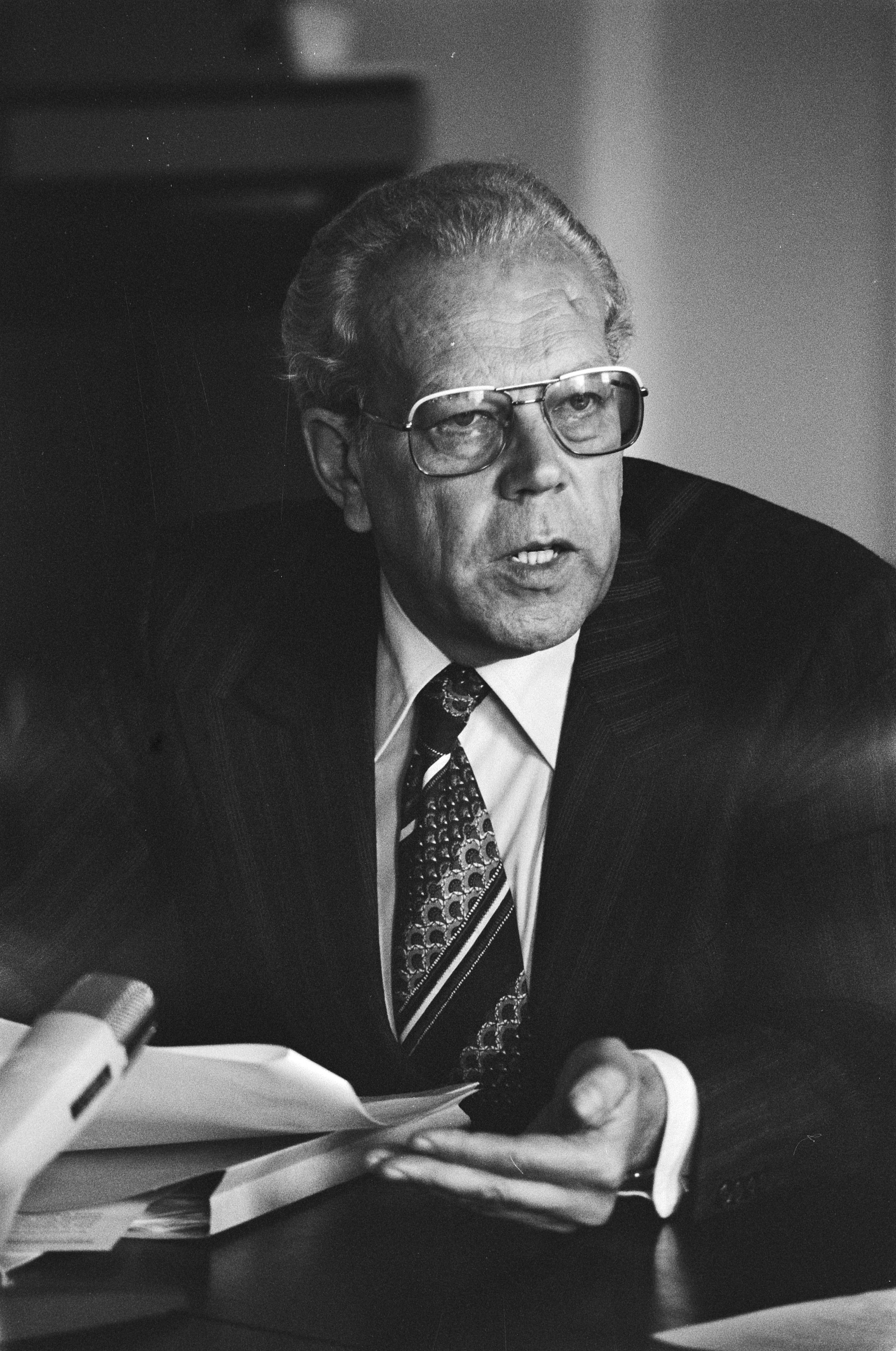
Informateur Wil Albeda tijdens een persconferentie op 27 juli 1977.

Na de breuk werd Van Agt gevraagd als formateur, maar nam deze uiteindelijk niet aan. Zowel Vondeling, Van Thijn als Wiegel hadden Juliana geadviseerd Van Agt te benoemen tot formateur van een kabinet van VVD en CDA. Thurlings raadde dit juist af, omdat de mogelijkheden voor een kabinet van PvdA en CDA nog niet uitgeput waren. Ook Van Agt wilde eerst een lijmpoging door een informateur vanuit PvdA of CDA. Een ander kabinet onderzoeken was voor hem onwenselijk, omdat het grote kans van mislukken had en daarmee de onderhandelingspositie van CDA zou ondergraven. Desalniettemin nam Juliana het advies over van de meerderheid en gaf Van Agt op 18 juli de opdracht een kabinet te vormen. Dit tot ongenoegen van het CDA, die haar verdacht van onder een hoedje spelen met Den Uyl. Van Agt verzocht Juliana de opdracht niet te hoeven aannemen, waaraan Juliana gehoor gaf.
Na verdeelde adviezen wees Juliana ARP'er Wil Albeda aan als informateur. De eerste ronde van adviezen op 19 juli leverde dusdanig verdeelde adviezen op, dat de koningin Van Thijn, Van Agt en Terlouw uitnodigde voor een gezamenlijk gesprek een dag later. Tijdens een vooroverleg die ochtend concludeerden de drie dat er nodeloze misverstanden waren ontstaan. Later die dag werd Wil Albeda aangewezen als informateur om de 'tijdens de formatie-Den Uyl gerezen meningsverschillen uit de weg te ruimen, opdat deze formatie hervat kan worden'. Albeda was een linkse en progressieve CDA'er, afkomstig uit de ARP en was als informateur in 1973 betrokken geweest bij de totstandkoming van het kabinet-Den Uyl.
Albeda wist binnen een week te komen tot een compromis en daarmee zijn opdracht af te ronden. Albeda beperkte zich daarbij tot het VAD, en liet Memo II buiten beschouwing. In het compromis leverde CDA fors en het compromis ging zelfs verder dan het voorstel van Den Uyl. Van Agt wilde nog in de conceptconclusies opnemen dat de VAD afhing van de behandeling van Memo II, maar dit blokkeerde Van Thijn. Toen Aantjes vernam dat die poging van Van Agt ingegeven was door Andriessen, riep hij woedend voor de pers en camera's dat hij maar naar huis ging als Van Agt toch alleen maar zaken wenste te doen met Andriessen. Binnen de CDA-fractie hadden vijf leden, waaronder Andriessen, op 28 juli bezwaar tegen het resultaat. Albeda adviseerde in zijn verslag van 26 juli om Den Uyl wederom formateur te maken. Den Uyl deed nog het voorstel om Albeda tot speciaal adviseur te maken, maar dit werd afgewezen door het CDA.

## Formateur Den Uyl (2)

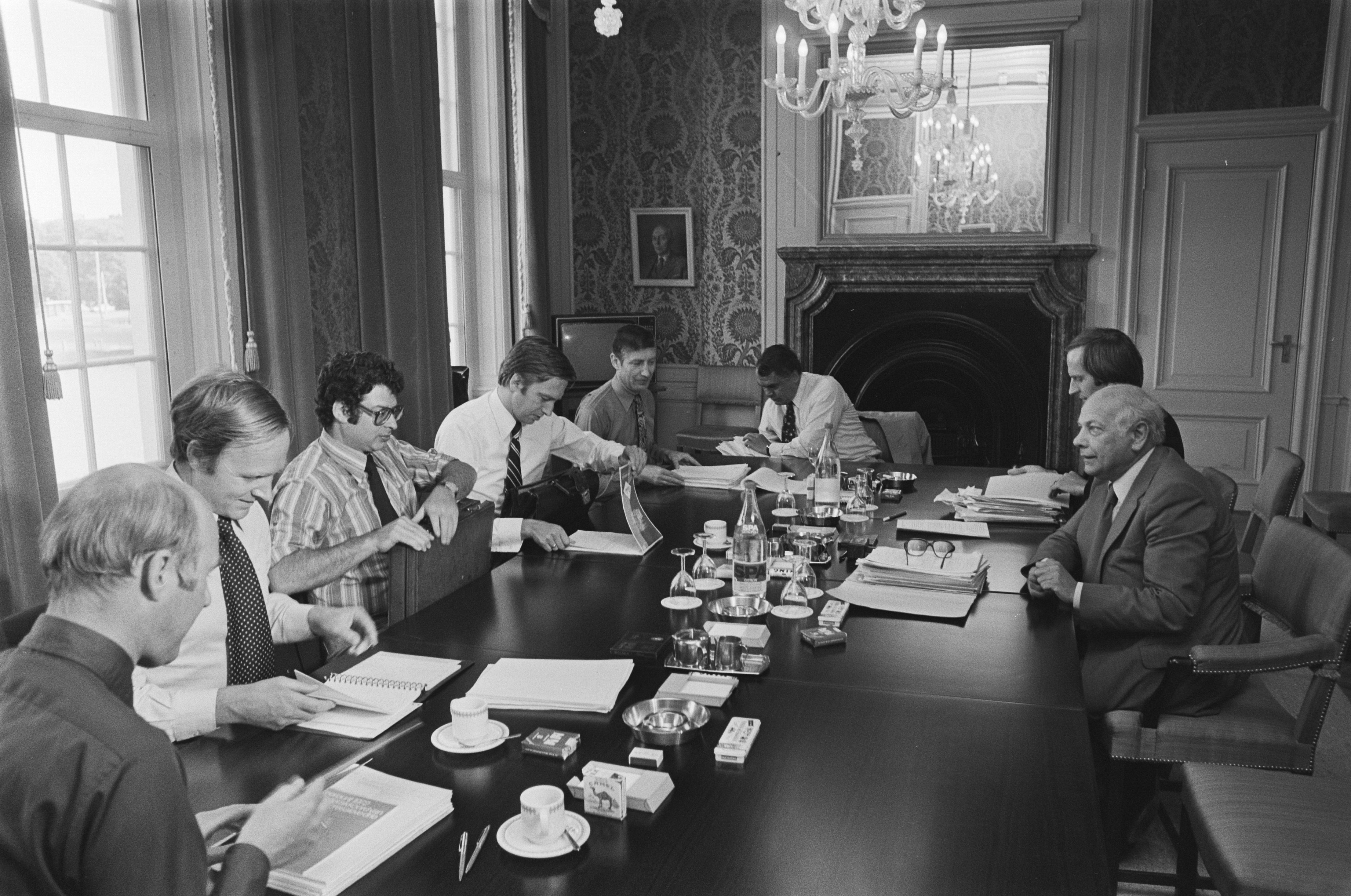
De onderhandelaars van PvdA, CDA, D'66 met informateur Den Uyl en hun fractiespecialisten op 5 augustus 1977.

Op 28 juli werd Den Uyl wederom formateur met dezelfde opdracht. De gesprekken over Memo II werden voortgezet. Voor het eerst bij een kabinetsformatie werden de onderhandelaars vergezeld door een fractiespecialist; Dick Dolman (PvdA), Peijnenburg (CDA) en Erwin Nypels (D'66). Binnen een week kwamen ze op dit onderwerp tot conclusies, met de mogelijkheid tot extra bezuinigingen als het onvoldoende bleek. De CDA-fractie ging daarmee akkoord, ondanks vijf dissidenten waaronder Andriessen die onder meer de bezuinigingen niet ver genoeg vonden gaan.
Bij de PvdA-fractie was ook veel kritiek, maar weigerde Van Thijn opnieuw te onderhandelen. Uiteindelijk stemden Duisenberg, Poppe en Spieker tegen. De eerste vond de bezuinigingen niet ver genoeg gaan, de laatste twee juist te ver. Ook buiten de fractie was er weerstand, waaronder kandidaat-bewindslieden die aangaven over dit memo later nog te willen heronderhandelen. Kritiek van de Volkskrant op het resultaat en Van Thijn leidde ertoe dat het partijbestuur zich meer met de formatie ging bemoeien.

### Abortus

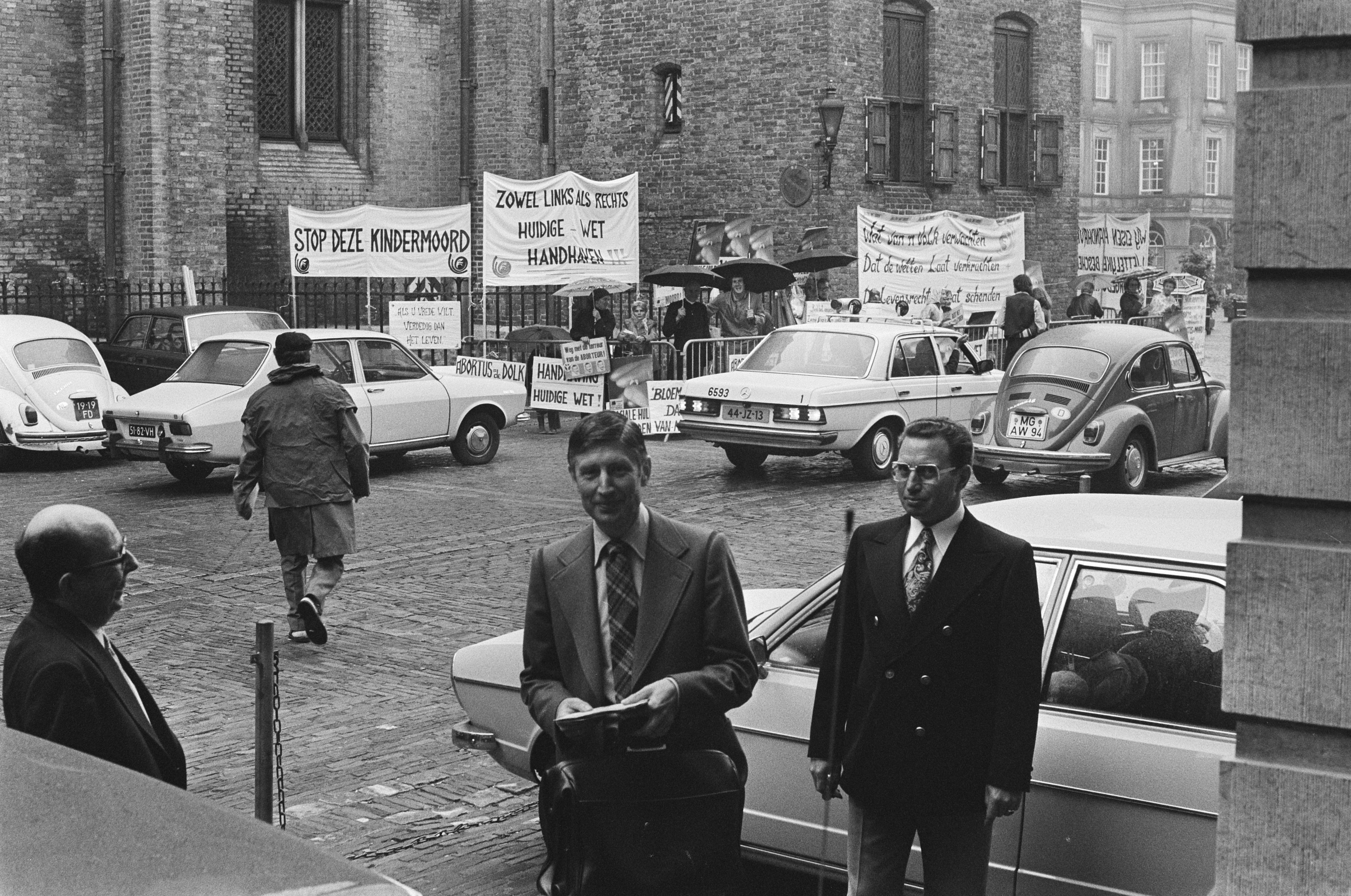
Van Agt komt aan op het Binnenhof op 17 augustus 1977. Op de achtergrond een demonstratie tegen een wettelijke regeling van abortus.

Onder druk van het CDA was abortus het volgende onderwerp in de formatie. In de Tweede Kamer was daar met PvdA, VVD en D'66 weliswaar een meerderheid voor, maar Van Agt had in de campagne zich geprofileerd met het verzet ertegen. Een meerderheid van de fractie besloot dat Van Agt als unaniem standpunt van de fractie mocht uitdragen dat het CDA geen compromis op dit onderwerp accepteerde. Deze tactiek werd ondermijnd toen de notulen lekten naar Den Uyl en later De Tijd, waaruit bleek dat een minderheid wel bereid was tot een compromis.

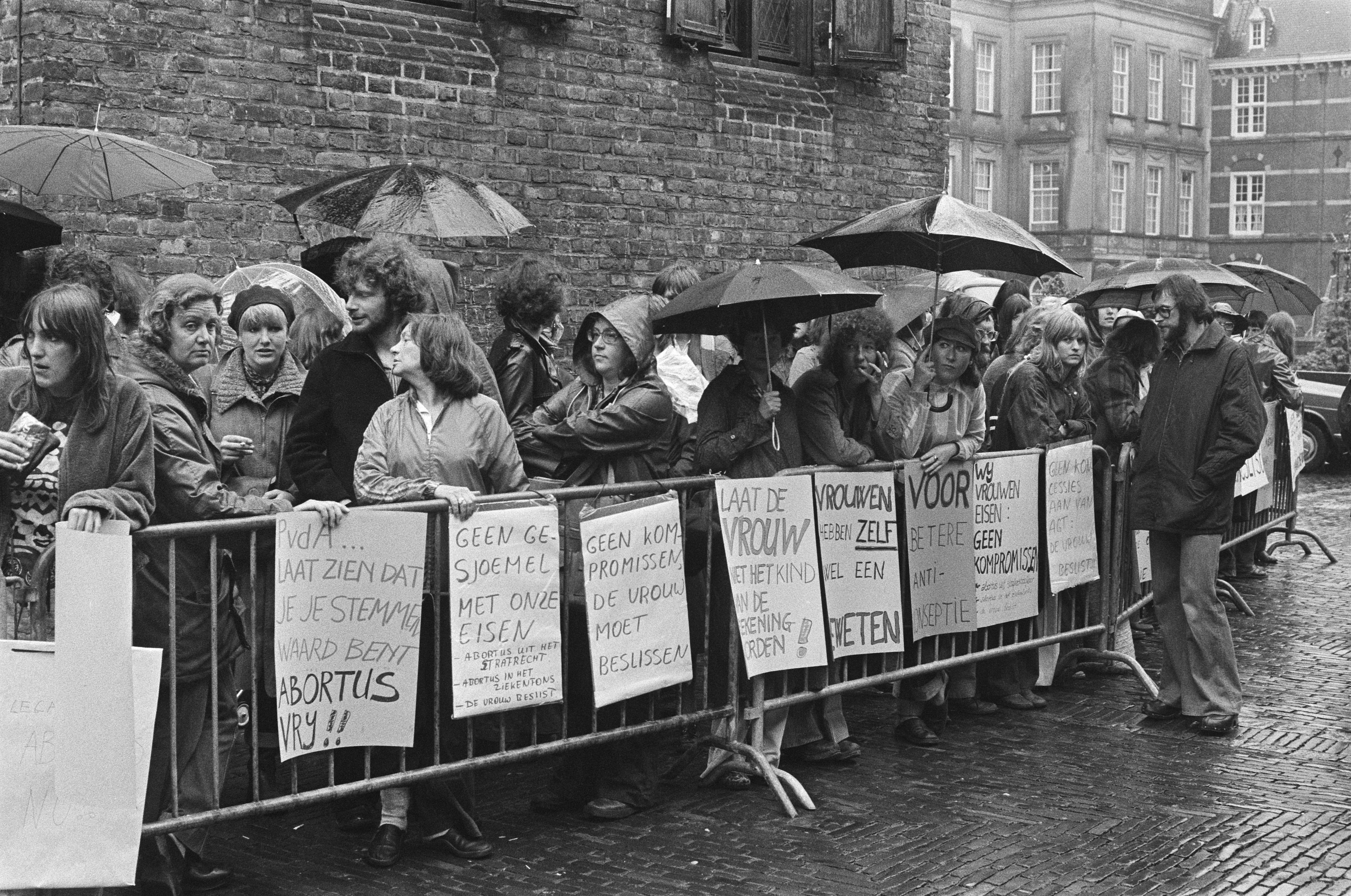
Demonstranten voor een wettige regeling van abortus op het Binnenhof op 18 augustus 1977.

Omdat inhoudelijke overeenstemming onmogelijk leek, probeerden de partijen tot een procedureafspraak te komen. PvdA wilde de afspraak dat een aangenomen initiatief gewoon voorzien zou worden van het contraseign van de bevoegde minister. Van Agt stelde voor om een beraadsgroep op te starten die binnen twee jaar een uitweg zou moeten zoeken. Zo lang die groep nog bezig was en de regering niet zich daarover had uitgesproken, zouden regeringsfracties geen steun mogen geven aan initiatieven op dit onderwerp. Beide partijen konden niet met de voorstellen van de ander leven. Het CDA concludeerde vervolgens dat het "helaas onwaarschijnlijk" was dat er een kabinet van PvdA, CDA en D'66 zou komen. Op 25 augustus leverde Den Uyl daarom zijn formateursopdracht in.

## Informateur Veringa

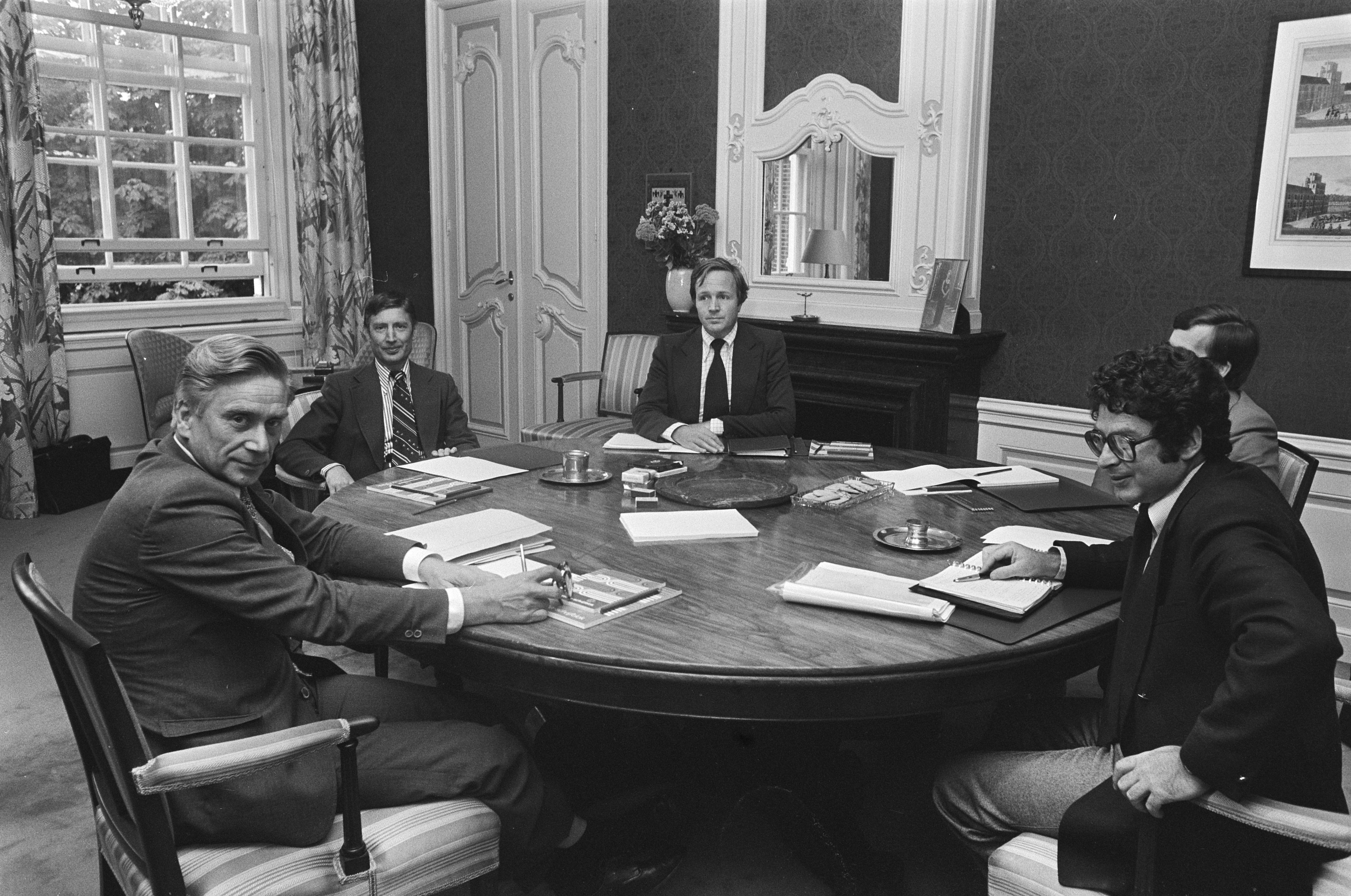
Informateur Veringa met Van Agt, Terlouw, raadsadviseur Tjeenk Willink en Van Thijn op 1 september 1977.

Juliana liet zich wederom door haar vaste adviseurs en de fractievoorzitters adviseren. Van Thijn adviseerde om Den Uyl weer als formateur aan te stellen met een bredere opdracht waaronder de mogelijkheid van een minderheidskabinet. Wiegel stelde voor om een 'nationaal kabinet' te vormen. Van Agt adviseerde een CDA-informateur aan te stellen met een brede opdracht, waaronder de mogelijkheid van een CDA-minderheidskabinet. Juliana benoemde op 26 augustus de door Van Agt aangedragen Gerard Veringa, staatsraad en voormalig KVP-leider.
Ondanks een vertrouwelijke brief van Van Agt waarin hij aanstuurde op een CDA-minderheidskabinet, probeerde Veringa eerst of PvdA, CDA en D'66 niet toch konden komen tot een procedureafspraak rond abortus. Van Agt wilde gezichtsverlies voorkomen, en fluisterde een formule in bij Veringa waar de onderhandelaars zich in konden vinden. Het kabinet zou in die formule eerst zelf met een voorstel proberen te komen. Als dat niet voor 1 januari 1979 was gelukt, mocht het parlement een eigen initiatief aannemen. Het kabinet zou dan na het voorleggen aan de Raad van State besluiten over het contraseign. Het CDA ging akkoord met dit voorstel, hoewel zeven fractieleden waaronder Andriessen tegen waren.
Op 2 september bracht Veringa verslag uit bij Juliana. Er ontstond ophef toen Van Thijn in een interview aangaf dat elk initiatief ongeacht de inhoud een wet zou worden. Het CDA was echter akkoord gegaan in de veronderstelling dat rekening met hen gehouden zou worden. Een maand lang werd er overleg gevoerd over het akkoord. Toegevoegd werd in het eindverslag van 8 oktober dat alle partijen zich voldoende in het wetsontwerp moesten kunnen vinden, maar dat een toekomstig kabinetslid het contrasigneren niet zou kunnen blokkeren.

## Informateurs Den Uyl en Veringa

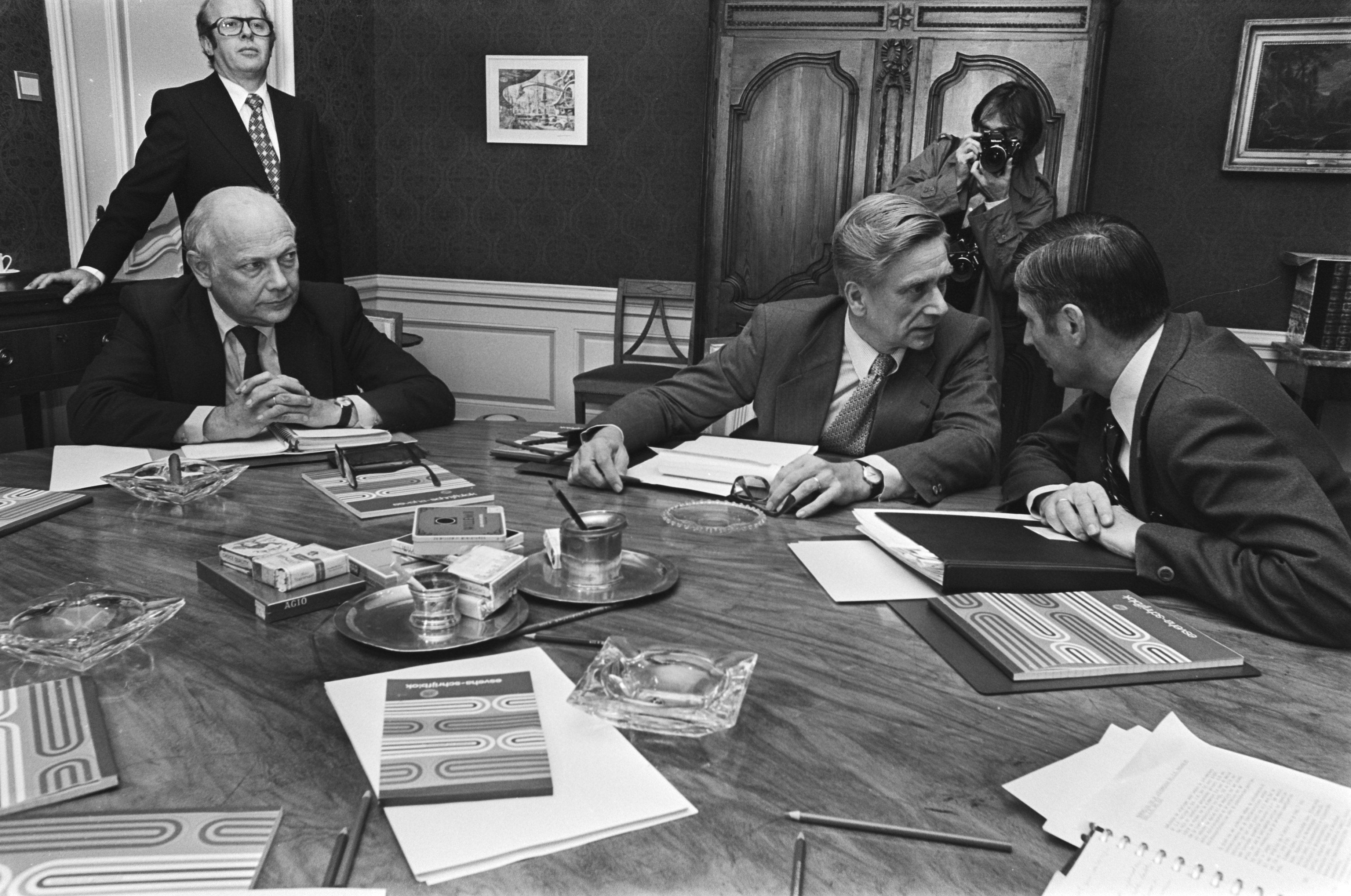
Informateurs Den Uyl en Veringa met Van Agt op 4 oktober 1977.

Veringa gaf aan door te willen, maar tot onvrede van het CDA werd Den Uyl ook als informateur benoemd. Onder leiding van de informateurs sprak men verder over onderwerpen die gevoelig lagen, zoals de bouw van kerncentrales, begroting voor defensie en de positie van bijzonder onderwijs. De sfeer ging in die tijd achteruit tussen de onderhandelaars vanwege de lange duur. Van Agt relativeerde de lengte, waarop Den Uyl in de troonrede van 20 september Juliana liet uitspreken: "De lange duur van de kabinetsformatie, na een verkiezingsuitslag die toch door velen als duidelijk is ervaren, wekt onder de huidige omstandigheden begrijpelijke bezorgdheid." Op 21 september bereikten de onderhandelaars toch een akkoord. De fracties van PvdA en D'66 schaarden zich unaniem achter het akkoord. De partijraad van de PvdA stemde er ook mee in, zij het met moeite. Bij de CDA ging de fractie ook akkoord en stemden alleen drie CHU'ers tegen.

### Verdeling ministersposten
Na het afronden van het akkoord keerde het onderwerp van de ministersposten weer terug. Van Thijn eiste 8-7-1 ministersposten voor respectievelijk PvdA, CDA en D'66, maar de PvdA wilde vooral ook Van Agt buiten het kabinet houden. Van Agt claimde 7-7-1, verwijzend naar gelijkwaardigheid, en gaf binnen zijn partij aan te willen terugkeren op Justitie. Terlouw wilde 7-7-2. Om de impasse te doorbreken, gunde Van Agt een tweede post aan D'66 mits deze 'minuscuul' en 'ondankbaar' waren. Na een patstelling gaf de PvdA aan dat 7-7-2 alleen aanvaardbaar was als bepaalde CDA'ers niet in het kabinet zaten. Zo kon de PvdA niet akkoord gaan met zowel Kruisinga, Andriessen én Van Agt in het kabinet. Dit leidde niet tot een doorbraak.
Op 3 oktober gaf Van Agt na een impasse aan niet beschikbaar te zijn voor kabinetsdeelname en ook niet terug te keren als fractievoorzitter: "Ik ga het politieke bos in". Op deze manier wilde Van Agt Justitie behouden voor het CDA. Dit werd opgetogen ontvangen door Van Thijn. Toen Van Agt dit een dag later meldde aan zijn fractie, werd hij terug gefloten, omdat zijn besluit vernederend en politiek onaanvaardbaar werd geacht. Na nog een mislukte poging tot onderhandelen gaven de informateurs op 6 oktober hun opdracht terug.

## Informateurs Verdam en Vrolijk

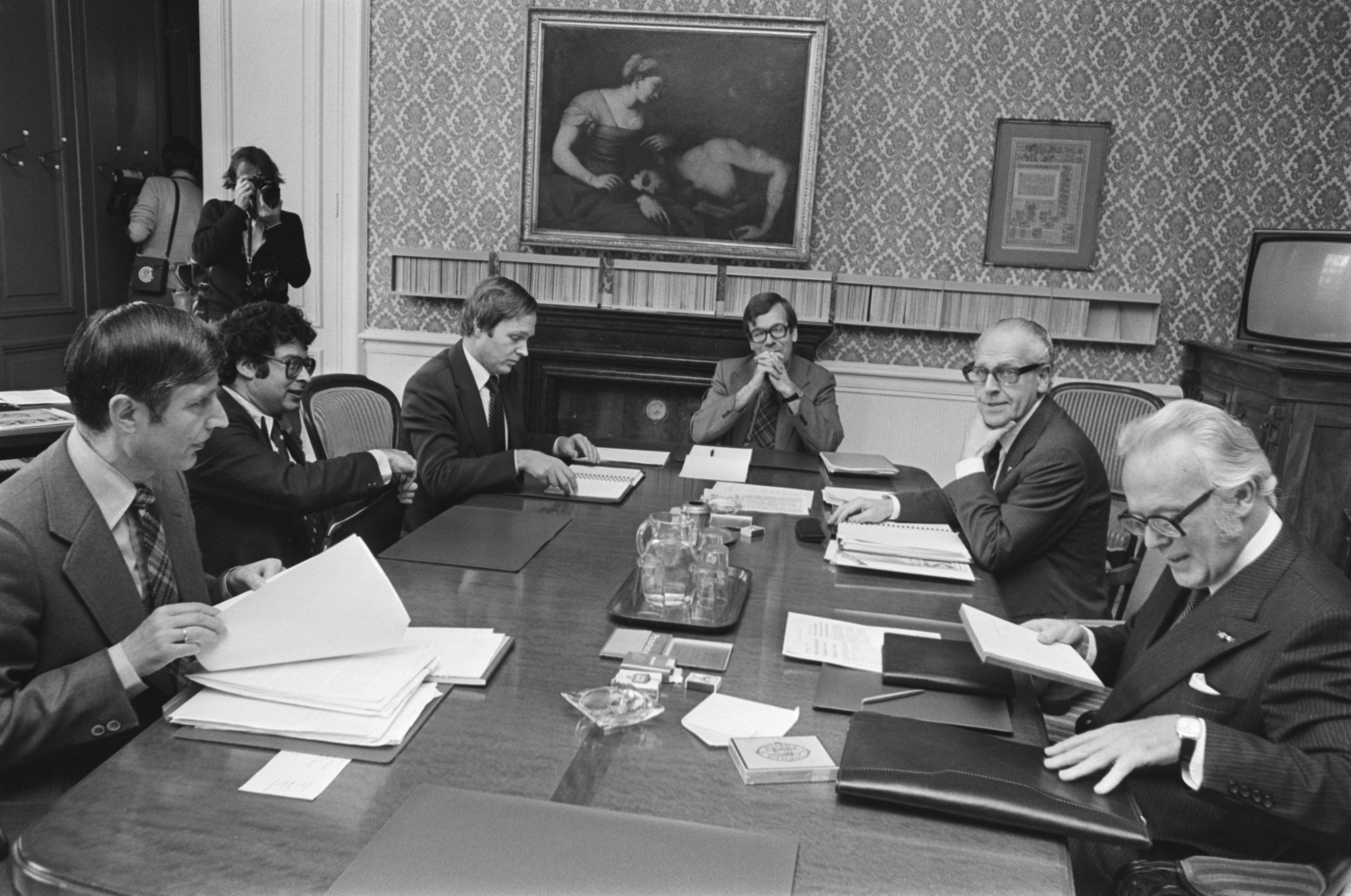
Onderhandelingen op 20 oktober 1977. V.l.n.r. onderhandelaars Van Agt, Van Thijn, Terlouw, raadsadviseur Herman Tjeenk Willink en informateurs Verdam en Vrolijk.

Op 11 oktober benoemde Juliana de commissarissen van de Koningin Koos Verdam (Utrecht, afkomstig uit de ARP) en Maarten Vrolijk (Zuid-Holland, afkomstig uit de PvdA) tot informateurs. Impliciet was hun opdracht om de onderhandelingen voort te zetten. Dit leidde tot zeldzame kritiek, omdat ze tegen gegeven adviezen in ging. Van Agt had bijvoorbeeld rechtsere informateurs voorgesteld. Binnen het CDA was de verdenking dat Aantjes via Ruppert had aangestuurd op de persoon en de opdracht.
Ondanks een valse start, wisten de informateurs tot een resultaat te komen. Van Thijn stond bij aanvang op het punt in te stemmen met 7-7-2, toen de informateurs met een beargumenteerd voorstel voor 8-7-1 kwamen. Van Agt wees dit direct af, maar daardoor kon Van Thijn de volgende dag niet akkoord gaan met het voorstel 7-7-2 van de informateurs, waarvoor zij als enige argument aandroegen dat 8-7-1 niet haalbaar was. De onderhandelingen raakten daardoor weer vast, waarop de onderhandelaars halverwege de tweede week hun opdracht wilden teruggeven. Hiervan zagen zij af omdat de onderhandelaars nog aangaven dat het tweede kabinet-Den Uyl de bedoeling was.
Tijdens het 'eindgesprek' op 20 oktober met de informateurs stelde Van Agt voor Justitie aan D'66 af te staan, als enige post dan voor D'66, maar dat het CDA daar andere ministeries voor terugkreeg. Een pauze werd ingelast zodat Van Thijn Den Uyl kon consulteren. Na de pauze trok Van Agt echter zijn voorstel weer in, waardoor de onderhandelingen weer vast zaten. De informateurs besloten Van Thijn en Van Agt onder vier ogen verder te laten praten — een novum. Uiteindelijk kwamen zij op 24 oktober tot een akkoord waarbij CDA wel Justitie kreeg, maar Van Agt naar Binnenlandse Zaken ging en het 7-7-2 werd.

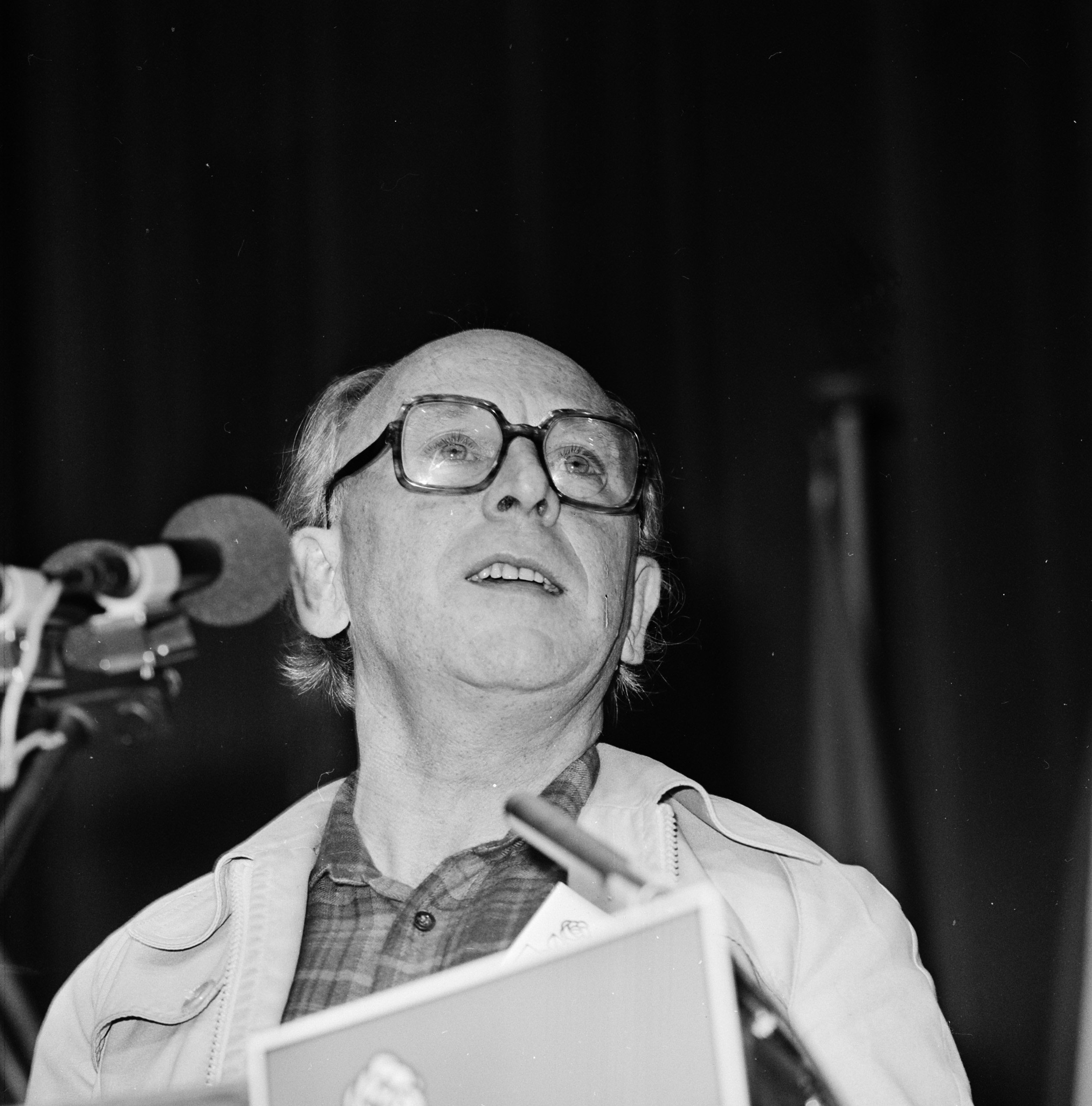
Piet Reckman aan het woord tijdens het buitengewoon congres van de PvdA op 5 november 1977.

Het resultaat werd slecht ontvangen binnen de PvdA. Terwijl Van Agt het vierde als succes, presenteerde Van Thijn het als een halve nederlaag. Het ging namelijk tegen de meerderheidsstrategie in. Dit sentiment werd versterkt door kritiek in de Volkskrant. Met moeite wist Van Thijn het langs de partijraad en fractie (32 stemmen voor, 14 tegen) te krijgen, maar een motie van activist Piet Reckman waarin kabinetsdeelname onder deze voorwaarden werd afgewezen werd door de partijraad aangenomen. Gesteund door de fractie, waar inmiddels nog maar vijf leden tegen stemden, negeerden Den Uyl en Van Thijn de uitspraak van de partijraad. Het conflict met de partijraad zou beslecht moeten worden op het bijzondere partijcongres van 5 november.

## Formateur Den Uyl (3)
Op aanraden van de informateurs benoemde Juliana Den Uyl op 26 oktober voor de derde keer als formateur. Hij ging aan de slag met de invulling van de ministersposten. Van Agt droeg naast zichzelf onder meer Wilhelm Friedrich de Gaay Fortman (Justitie), Kruisinga (Landbouw), Til Gardeniers (Volksgezondheid) en Andriessen (Economische Zaken) voor. Voor PvdA waren Kruisinga én Andriessen samen in een kabinet niet acceptabel, vooral niet op Economische Zaken. Binnen het CDA speelde tegelijkertijd een conflict, waarbij Ruud Lubbers op Economische Zaken wilde. Den Uyl maakte daar handig gebruik van door Lubbers op Economische Zaken te plaatsen, waarna Gardeniers en Kruisinga aangaven geen minister te worden zonder Andriessen in kabinet. Onder druk van de KVP stuurde Lubbers een brief naar Den Uyl waarin hij aangaf daarvoor niet beschikbaar te zijn. Van Agt wilde dat Den Uyl ten minste één veto zou inslikken. Al zijn voorstellen bevatten daarom ofwel Andriessen op Economische Zaken, of zowel Kruisinga en Andriessen in het kabinet of Van Agt toch op Justitie. Den Uyl wees al deze voorstellen af. Op 4 november zei de CDA-fractie definitief nee tegen het voorstel van de formateur en gaf Den Uyl zijn opdracht terug.

## Informateur Van der Grinten

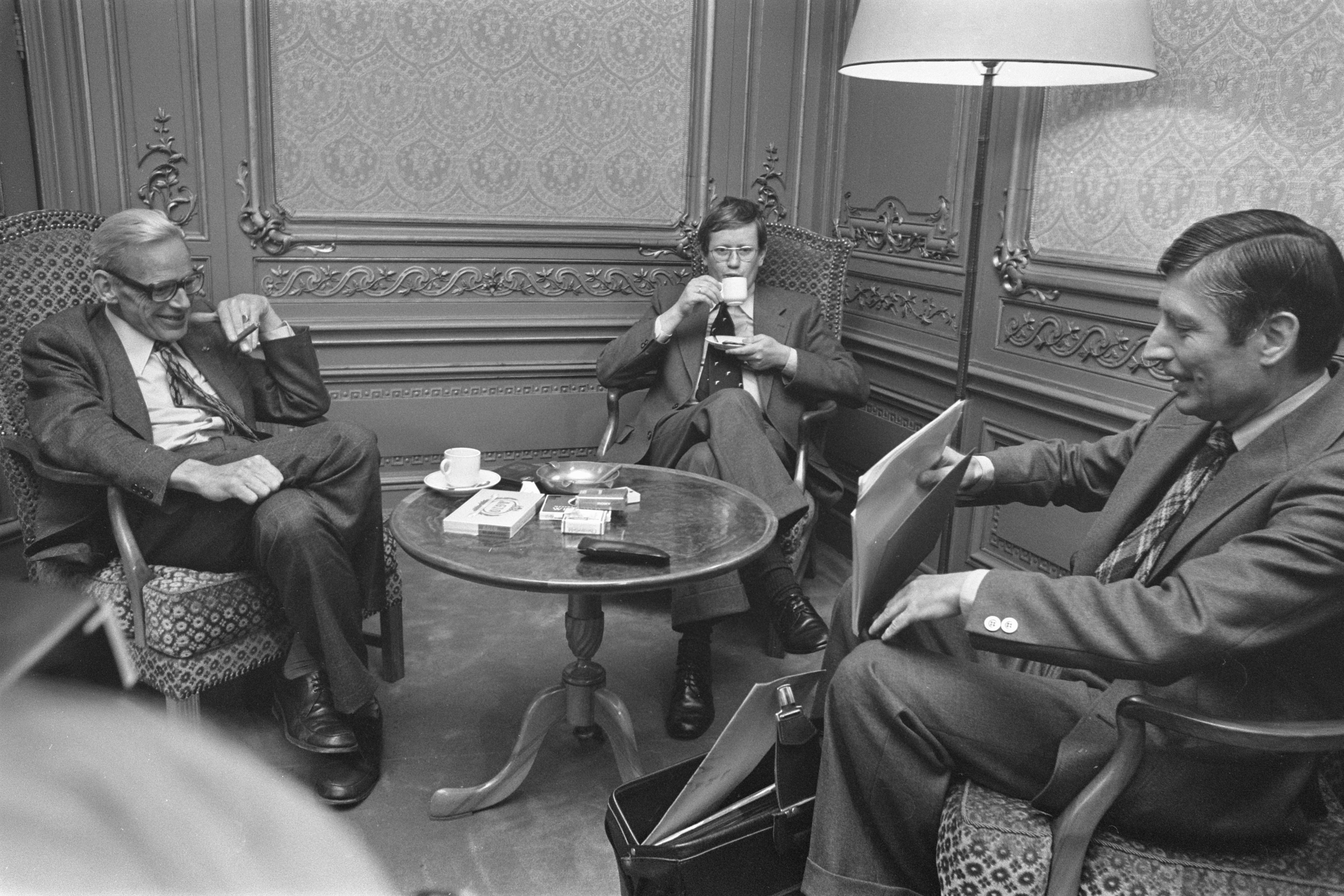
Van der Grinten (l), Wiegel (m) en Van Agt (r) op 15 november 1977.

Informateur Wim van der Grinten verkende zonder succes nog de mogelijkheid om PvdA, CDA en D'66 bij elkaar te brengen. De voormalige KVP-staatssecretaris was op voordracht van Van Agt benoemd om 'de mogelijkheden te onderzoeken om op de kortste termijn te geraken tot de vorming van een kabinet dat mag vertrouwen in voldoende mate steun in de volksvertegenwoordiging te ondervinden'. Met diverse compromissen probeerde Van der Grinten een doorbraak te forceren, maar met de onderhandelaars concludeerde hij dat de 'invullingsproblematiek' onoplosbaar was. Van der Grinten onderzocht toen of PvdA met VVD wilde, maar Van Thijn wees dit af.
De gesprekken tussen CDA en VVD leidden vervolgens binnen een week tot een akkoord. Op 14 november startten de gesprekken tussen Van Agt en Wiegel. Op voordracht van Wiegel besloten ze te streven naar een kort en bondig akkoord. Ook Wiegels voorstel om de buitenwereld — inclusief hun fracties — er buiten te houden werd overgenomen. Zelfs raadsadviseur Herman Tjeenk Willink en directeur van de Rijksvoorlichtingsdienst Gijs van der Wiel, die er tot dan toe altijd bij waren, werden weggestuurd. Al in het eerste gesprek lukte het ze om afspraken te maken over de WIR, de VAD, de ondernemingsraden en de verdeling van ministersposten. Delen van het akkoord met PvdA en D'66 werden overgenomen, zoals de abortusparagraaf. Wat daarbij hielp, was de goede sfeer tussen de partijleiders, in tegenstelling tot de gesprekken tussen Van Agt met Van Thijn en Den Uyl. Al op 22 november ging het conceptakkoord naar de fracties. VVD was snel akkoord, maar onder druk van ARP'ers zoals Aantjes en Jan Nico Scholten kwam het CDA met tientallen wijzigingsvoorstellen. Wiegel reageerde begripvol en men bereikte op 26 november een aangepast akkoord.

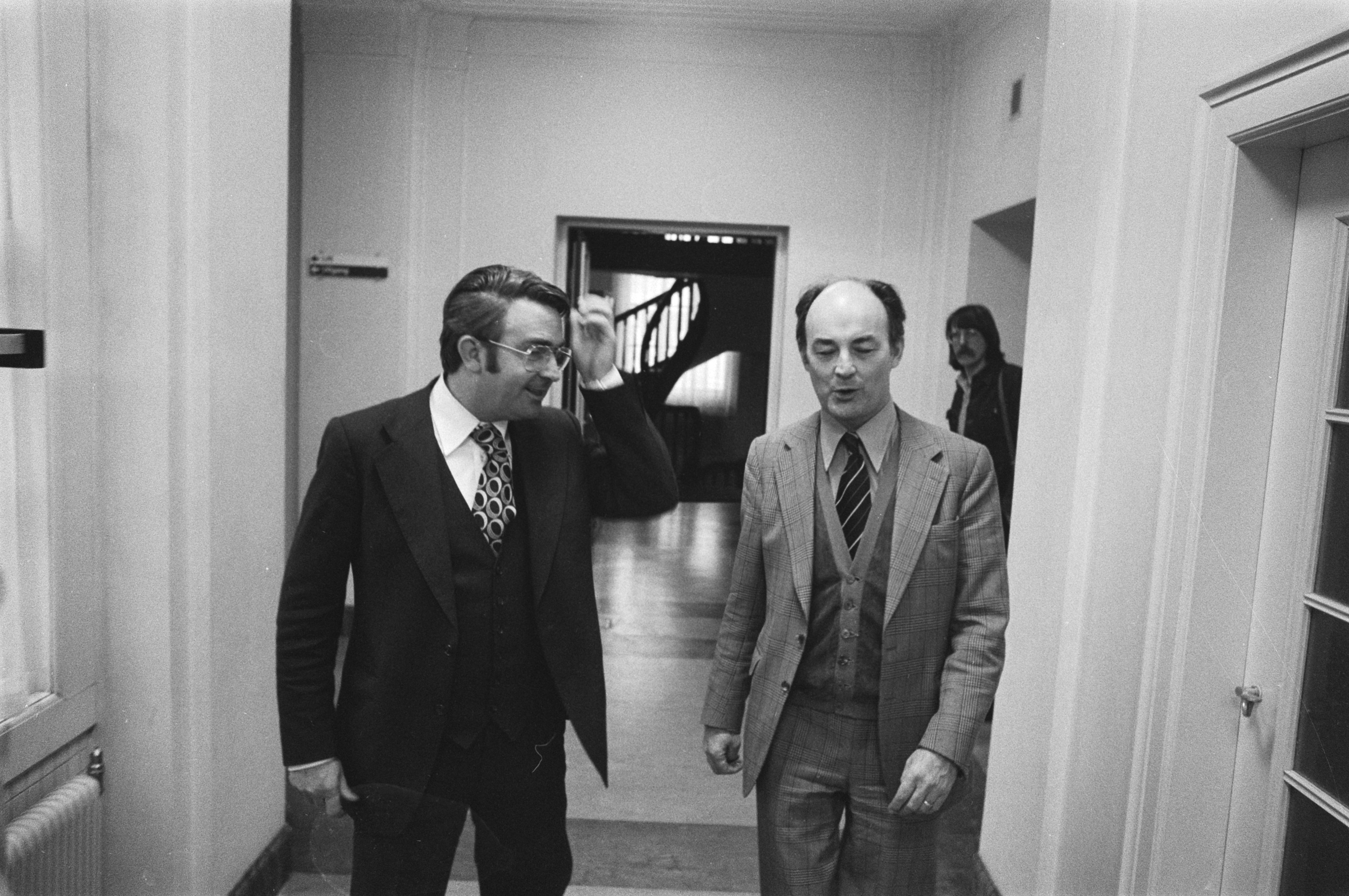
ARP-dissidenten Scholten (l) en Aantjes op 7 december 1977.

De VVD-fractie ging op 28 november unaniem akkoord met het resultaat. Bij het CDA vond een uitvoerig overleg plaats wat doorging tot de vroege ochtend. De meerderheid stemde voor, maar zes fractieleden — Aantjes, Hans de Boer, Bouke Beumer, Jan van Houwelingen, Scholten (allen afkomstig uit ARP) en Stef Dijkman (KVP) — stemden tegen. Zij gaven aan het kabinet wel te gedogen en kwamen bekend te staan als de CDA-loyalisten. Tijdens een fractieoverleg op 5 december sloot ook ARP'er Willem de Kwaadsteniet zich aan bij deze groep. Vanwege deze gedoogsteun ontstond enige commotie, omdat Van der Grintens opdracht was om te komen tot een parlementair meerderheidskabinet. PvdA maakten hier bezwaar tegen, maar dit had geen effect.
Op 2 december bereikten de partijen een principeakkoord over de verdeling van de ministersposten. Van Agt was beoogd premier, nadat Jelle Zijlstra, Pierre Lardinois, Jan van den Brink en Roelof Nelissen daarvoor hadden bedankt. Wiegel was beoogd vicepremier en minister van Binnenlandse Zaken. Op 6 december leverde Van der Grinten zijn eindverslag in.

## Formateur Van Agt
Wiegel, Van Agt en de vaste adviseurs van Juliana adviseerden om Van Agt aan te stellen als formateur. Juliana vroeg Van Agt nog of hij niet toch bereid was opnieuw te onderhandelen met PvdA en D'66, omdat 110 een bredere basis was dan 77. Van Agt gaf aan dat de overgrote meerderheid van zijn fractie daartoe niet bereid was. Toen op 8 december Van Agt de formateursopdracht kreeg, was Juliana volgens hem "merkbaar ongelukkig", omdat ze vreesde dat zijn kabinet wankel en van korte duur zou zijn.

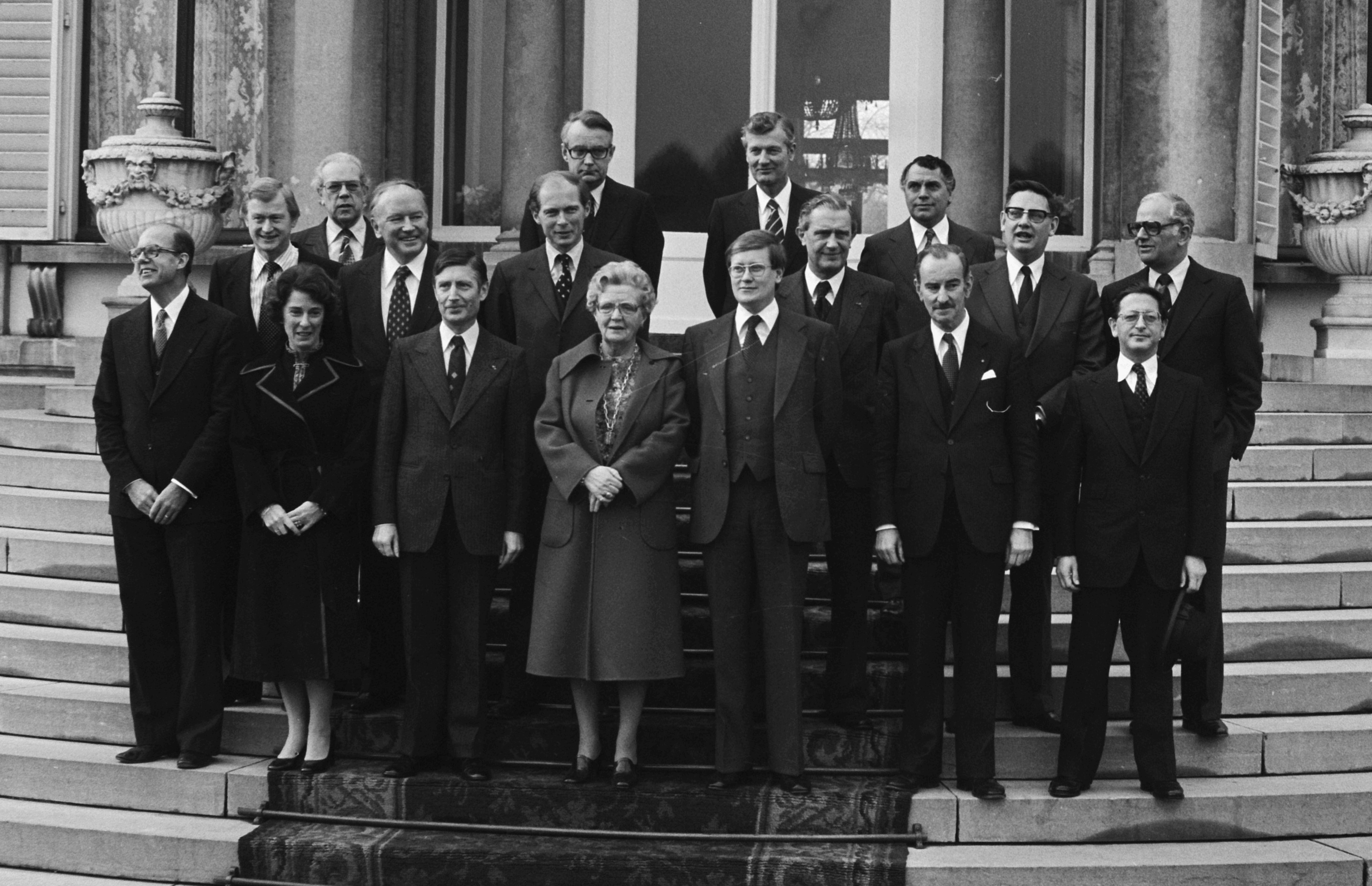
Bordesscène van de ministers van het kabinet-Van Agt I op 19 december 1977, met in hun midden vooraan koningin Juliana.

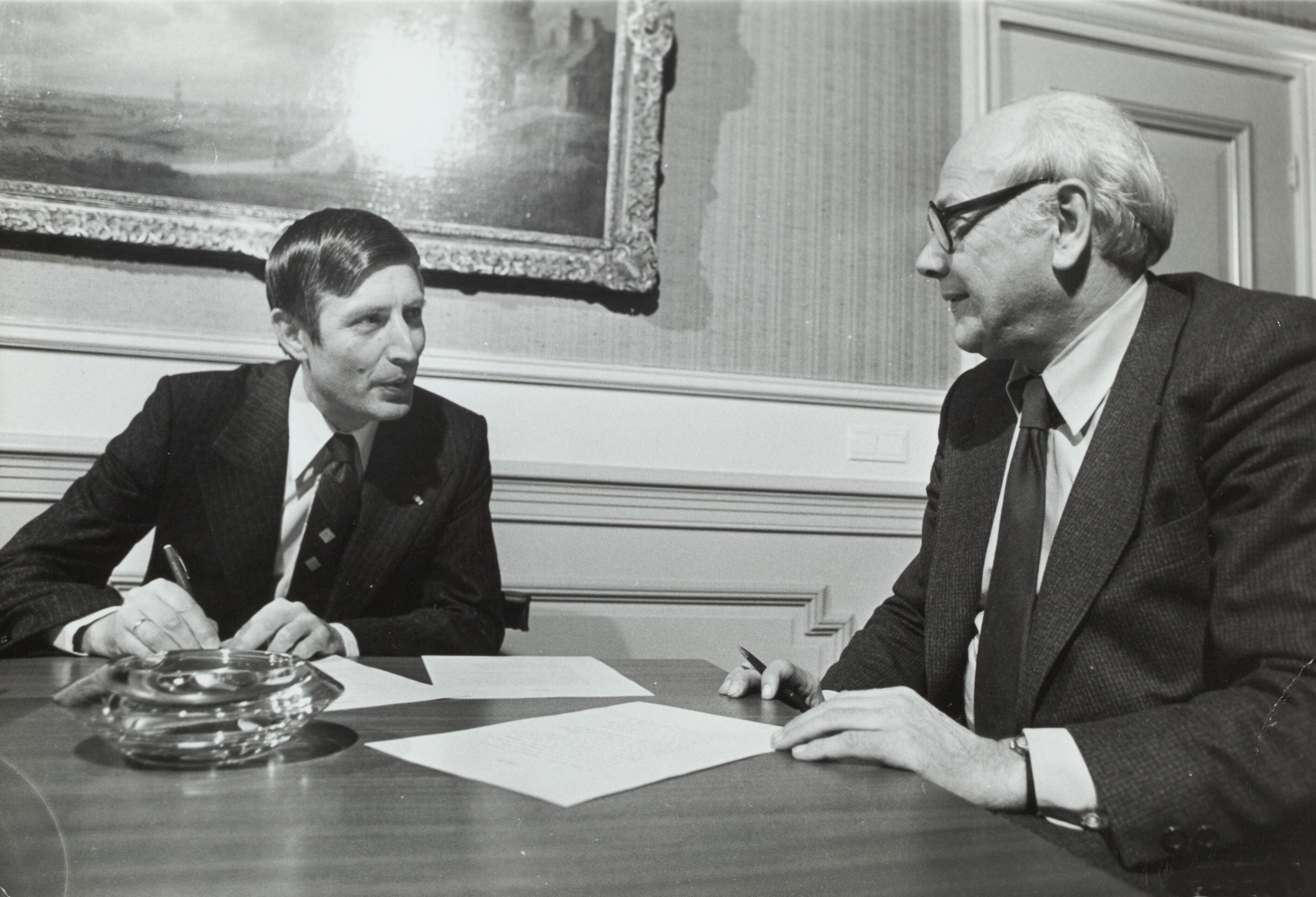
Den Uyl (rechts) draagt het ministerie van Algemene Zaken over aan Van Agt.

Vervolgens werden door de partijen de ministerposten gevuld. Bij het CDA wilde Lubbers nog steeds Economische Zaken of Financiën, maar die eerste ging naar VVD en de tweede naar Andriessen. Alle andere posten wees hij vervolgens af, waardoor hij buiten het kabinet bleef. ARP mocht drie ministers leveren, maar de eerste keuzes van partijvoorzitter De Boer — Boersma, Bob Goudzwaard en De Gaay Fortman — trokken zich terug, die laatste vanwege de samenwerking met de VVD. Nog eens vijf ARP'ers weigerden de portefeuille van Justitie, waarop de partijloze jurist Job de Ruiter gevraagd werd en met terugwerkende kracht lid werd van de ARP. Bij de VVD ging het vinden van een minister van Buitenlandse Zaken moeizaam. Twee kandidaten, onder wie oud-fractievoorzitter Edzo Toxopeus weigerden, waarna Wiegel uitkwam bij Chris van der Klaauw. Op 17 december hielden de ministers het constituerend beraad en twee dagen later werden zij beëdigd. Op 28 december volgde de beëdiging van bijna alle staatssecretarissen. Alleen staatssecretaris van Defensie Wim van Eekelen volgde later, omdat minister van Defensie Kruisinga Ad Ploeg op die post had afgewezen.

## Nasleep

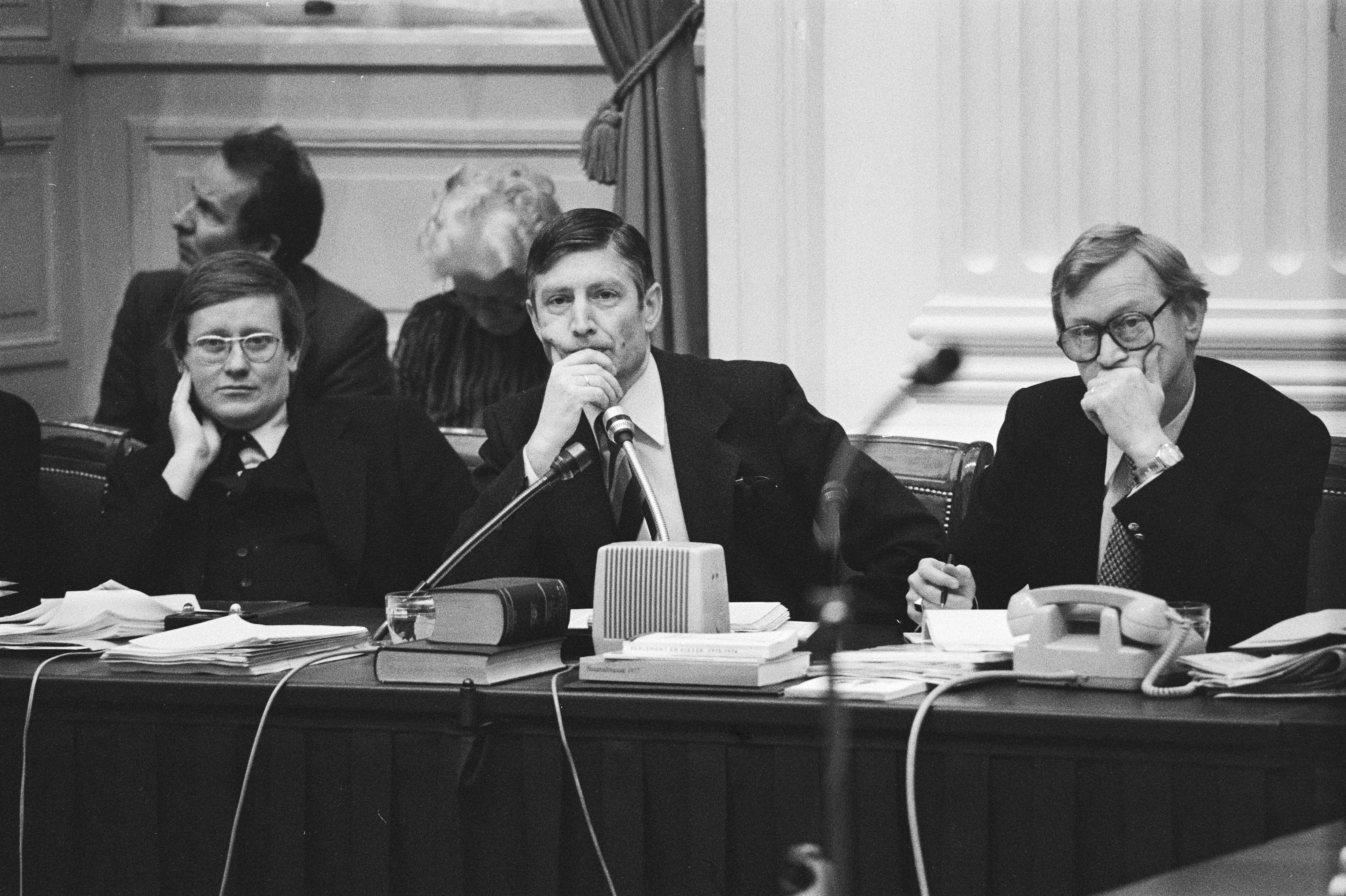
Debat over de regeringsverklaring op 19 januari 1978. V.l.n.r. Wiegel, Van Agt en Andriessen.

Na de formatie voegden zich nog een aantal (nieuwe) fractieleden zich bij de loyalisten, hoewel ze zelden als blok optraden. Anderzijds verliet ARP'er Hannie van Leeuwen de Kamer omdat ze vond dat de loyalisten niet loyaal waren aan Van Agt. Het kabinet moest voortdurend met de loyalisten en andere kritische fractieleden overleggen of er wel een meerderheid was voor een standpunt. Een enkele keer stemden ze mee met de oppositie, maar dit leidde niet daadwerkelijk tot een kabinetscrisis. Het kabinet wist de termijn af te maken tot de Tweede Kamerverkiezingen van 1981.